# Ektar

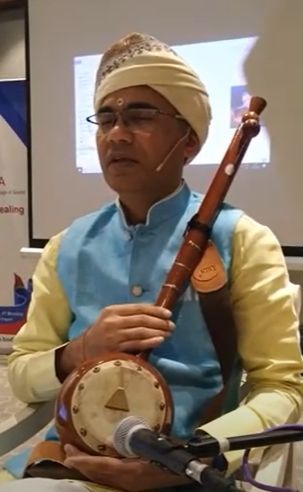
Ektar

Ektar, betyder en sträng, är ett indiskt folkinstrument som används både i nord- och sydindien som ett bordun- eller rytminstrument för att ackompanjera sång. Instrumentet är egentligen en kalebass i vilken man har stuckin in en bambupinne och spänt en sträng. Det är troligen ett av de första stränginstrumenten som tillverkades av människorna.